# Пи Волка
Пи Волка (лат. π Lupi) — тройная звезда в созвездии Волка на расстоянии (вычисленном из значения параллакса) приблизительно 443 световых лет (около 136 парсеков) от Солнца. Возраст звезды определён как около 63,1 млн лет.

## Характеристики
Первый компонент (HD 133242) — бело-голубая звезда спектрального класса B5V, или B5. Видимая звёздная величина звезды — +4,7m. Масса — около 3,128 солнечных, радиус — около 5,215 солнечных, светимость — около 694,12 солнечных. Эффективная температура — около 16000 K.
Второй компонент — красный карлик спектрального класса M. Масса — около 508,7 юпитерианских (0,4856 солнечной). Удалён на 2,187 а.е..
Третий компонент (HD 133243) — бело-голубая звезда спектрального класса B5IV, или B5. Видимая звёздная величина звезды — +4,8m. Орбитальный период — около 517 лет. Удалён на 1,4 угловой секунды.